# Каспер Долберг
Каспер Долберг (на датски: Kasper Dolberg) е датски футболист, играещ като нападател за Андерлехт и за датския национален отбор.

## Кариера
На 17 май 2014 г. прави своя дебютен мач за Силкебор. На 26 юли 2016 г. Долберг вкарва първия си гол в европейските клубни турнири срещу ПАОК.

### Национален отбор
През ноември 2016 г. Долберг е повикан за пръв път в състава на Датския национален отбор. На 11 ноември 2016 г. прави дебюта си в международния футбол в мача срещу Казахстан.